# Kochankowie z Marony
Pour plus de détails, voir Fiche technique et Distribution.
Kochankowie z Marony est un film polonais réalisé par Izabella Cywińska sorti en 2005, et adapté d'un roman de Jarosław Iwaszkiewicz (1961).

## Fiche technique
- Titre : Kochankowie z Marony
- Réalisation : Izabella Cywińska
- Scénario : Izabella Cywińska, Cezary Harasimowicz
- Société de Production :
- Musique : Jerzy Satanowski
- Photographie : Marcin Koszałka
- Montage : Anna Wagner
- Costumes : Magdalena Biedrzycka
- Pays d'origine : Pologne
- Format :
- Genre :
- Durée : 1 h 42 min
- Date de sortie : 
  - Pologne :
  - 14 septembre 2005
  - 23 juin 2006

## Distribution
- Karolina Gruszka : Ola
- Łukasz Simlat : Arek
- Krzysztof Zawadzki : Janek
- Ewa Kasprzyk : Eufrozyna
- Danuta Stenka : Hornowa
- Jadwiga Jankowska-Cieślak : Gulbińska
- Tomasz Sapryk : Rybak
- Małgorzata Zawadzka : Barbara, femme de Janek